# Статистический вывод
Статистический вывод (англ. statistical inference), также называемый индуктивной статистикой (англ. inferential statistics, inductive statistics) — обобщение информации из выборки для получения представления о свойствах генеральной совокупности.
В статистическом выводе на основе случайной выборки делаются предположения относительно генеральной совокупности, используя данные о ней. В более общем смысле, данные о некотором случайном процессе, полученные из его наблюдения в течение конечного промежутка времени. В статистическом выводе часто применяют статистические модели. Результатом статистического вывода является статистическое суждение, например: точечная оценка, доверительный интервал, отвержение гипотезы, кластерный анализ.
Основные школы статистического вывода: частотная и байесовская. К другим школам относятся: информация и вычислительная сложность, фидуциальный вывод, структуральный вывод.
Статистический вывод в общем отличается от описательной статистики, которая занимается только описанием и анализом имеющихся данных и не делает выводов о том, как результаты её анализа могут быть перенесены на генеральную совокупность. Более того, описательная статистика даже не предполагает существование данных более полных (генеральная совокупность), чем представленные (выборка из генеральной совокупности) для анализа.
Следующие темы обычно относят к сфере статистического вывода:
- Статистическое допущение
- Теория принятия решений
- Теория оценивания
- Проверка статистических гипотез
- Пересмотр мнений в статистике
- Планирование эксперимента, дисперсионный анализ и регрессия
- Выборочное обследование
- Описательная статистика